# Флаг города Квебека

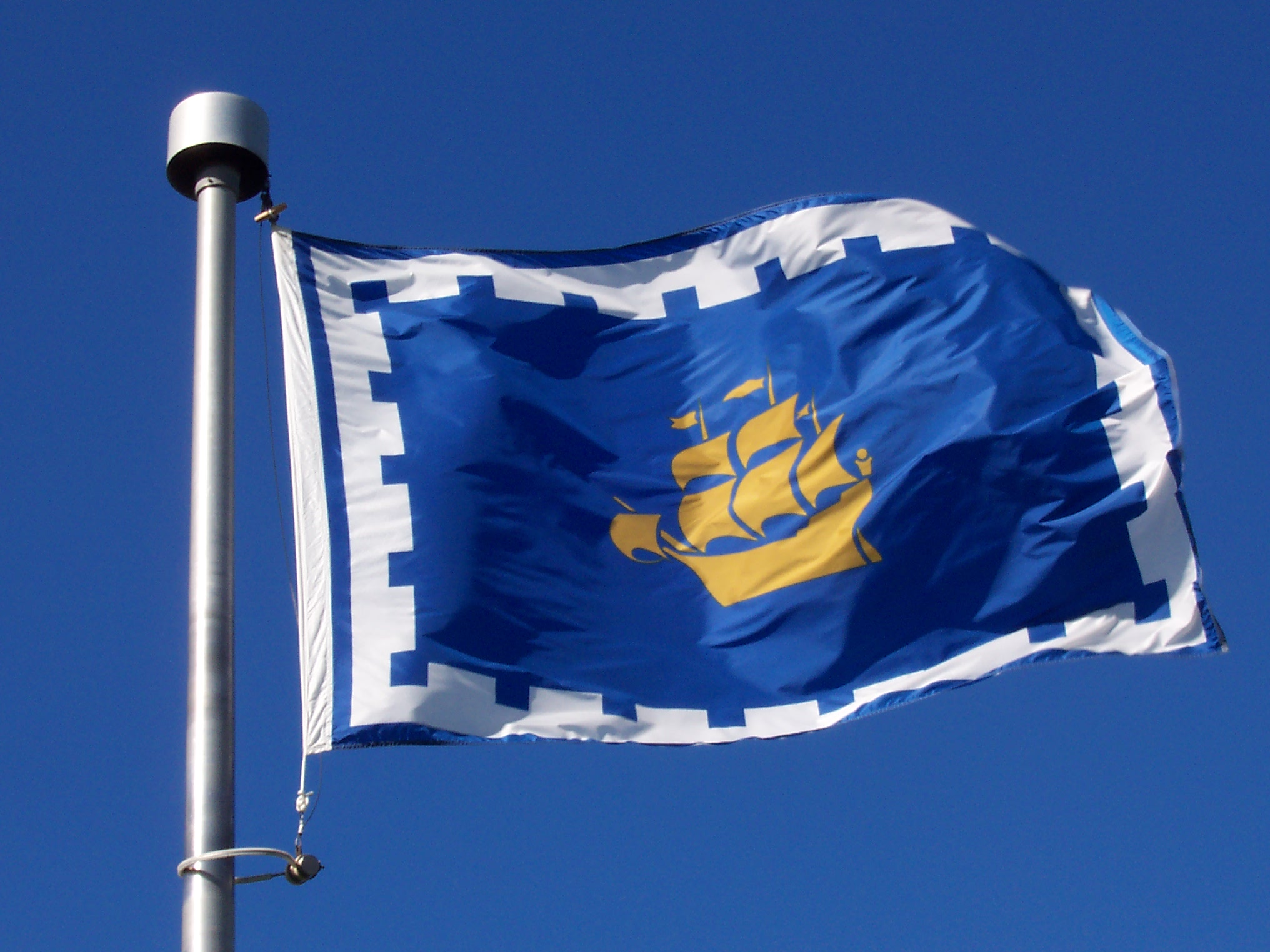
Флаг Квебека в действии

Флаг города Квебека был официально принят 12 января 1987 года.
На флаге изображен золотисто-жёлтый корабль на глубоком синем поле, окруженный зубчатой белой границей, которая представляет уникальное строение городских стен.
Судно — корабль Самуэля де Шамплена Дон де Дьё, основателя первых французских поселений в Квебеке. Внешние паруса символизируют храбрость и население. Корабль также представляет город как крупный морской порт в Северной Америке.
Цвета флага представляются в следующем значении:
- Желтый отражает силу, справедливость, последовательность, богатство, веру и блеск.
- Белый (серебряный) отражает чистоту, правду, милосердие, смирение и победу.
- Синий (лазурь) отражает верность, ясность, суверенитет, величие, хорошую репутацию, знание и спокойствие. Синий также является основным цветом городского герба, чтобы подчеркнуть то, что Квебек связан с Францией[1].